# ニジェールの国章
ニジェールの国章（ニジェールのこくしょう）は、中央の盾とその両脇の4本のニジェールの国旗、底部の国名の入ったリボンからなる。国名は、ニジェールの公用語であるフランス語でRepublique du Niger（ニジェール共和国）と書かれている。中央の盾の中には、金色で4つのシンボルが描かれている。中央に太陽を配し、左上には垂直の槍に二本のトゥアレグ人の剣を交差させて描き、右上にはニジェールの主要農産物であるトウジンビエの穂を三本交差させて農業を表し、下には伝統的にニジェールの牧畜民が飼育していたコブウシ（ゼブー、ゼブウシ）を描いて牧畜をあらわしている。
この国章は独立直前の1959年に制定された。